# Amplypterus
Amplypterus es un género de lepidópteros glosados del clado Ditrysia perteneciente a la familia Sphingidae.

## Especies
- Amplypterus celebensis - (Rothschild & Jordan, 1906)
- Amplypterus mansoni - (Clark 1924)
- Amplypterus mindanaoensis - Inoue, 1996
- Amplypterus panopus - (Cramer 1779)
- Amplypterus sumbawanensis - (Eitschberger, 2006)